# Jaromír (Böhmen)

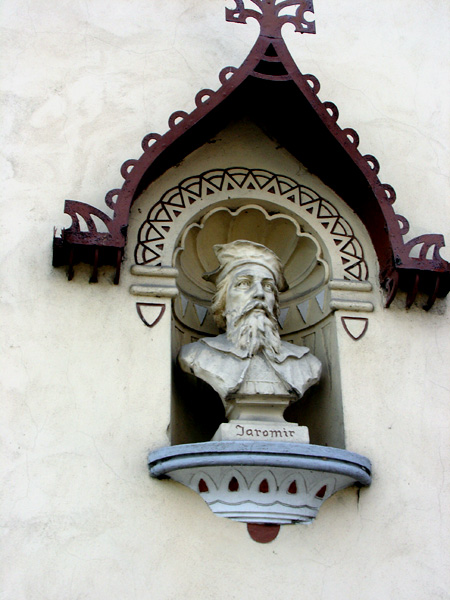
Büste von Jaromír

Jaromír († 4. November 1035 bei Lyssa) war in den Jahren 1003, 1004–1012 und 1033–1034 Herzog von Böhmen.

## Leben
Jaromír war der zweite Sohn von Boleslav II. und seiner Frau Hemma. Während der Herrschaft seines älteren Bruders Boleslav III. musste er mit seiner Mutter und dem jüngeren Bruder Oldřich spätestens Anfang 1002 nach Regensburg fliehen. Nach dem Sturz Boleslavs III. und dem Tod des nur kurz regierenden Herzogs Vladivoj wurden Jaromír und Oldřich vom böhmischen Adel 1003 zurückgerufen und Jaromír zum regierenden Herzog ernannt.
Wenige Tage später besetzte der polnische Herzog Bolesław Chrobry Böhmen und setzte Boleslav III. wieder ein. Jaromír und Oldřich mussten erneut fliehen. Nachdem Boleslav III. die Vertreter der mit ihm verfeindeten Sippe der Wrschowetze hatte ermorden lassen, entzog ihm Bolesław Chrobry seine Unterstützung. Bolesław wollte nun Böhmen selbst regieren und möglicherweise in Polen integrieren. Dies scheiterte einerseits daran, dass er unter den Böhmen, die sich offenbar bereits als eigener Volksstamm verstanden, kaum Unterstützung erhielt, und andererseits daran, dass der deutsche König Heinrich II. verlangte, dass Bolesław Böhmen aus seiner Hand als Lehen empfing. Dies wollte Bolesław nicht akzeptieren, worauf Heinrich eingriff und Jaromír 1004 wieder zum regierenden Herzog ernannte. Nach einem Feldzug Heinrichs, bei dem böhmische Stadtbewohner polnische Besatzungen vertrieben und die Bewohner Prags Heinrich die Stadttore öffneten, konnte Jaromir das Fürstentum wieder in Besitz nehmen.
Er blieb in den nächsten Jahren ein treuer Verbündeter Heinrichs, so bei den Feldzügen gegen die Milzener 1004 sowie gegen Polen 1005 und 1010. Heinrich schritt dennoch nicht ein, als Jaromír 1012 von seinem Bruder Oldřich gestürzt sowie kastriert wurde und ausgerechnet zu Bolesław nach Polen fliehen musste. 1012 lehnte Heinrich sogar die persönlich vorgetragene Bitte Jaromirs um Wiedereinsetzung ab.
1033 ließ Kaiser Konrad II. Oldřich absetzen und Jaromír erneut zum regierenden Herzog ernennen. Kurz darauf wendete sich die kaiserliche Politik aber wieder zu Gunsten Oldřichs. Konrad gestattete ihm die Rückkehr und schritt nicht ein, als er Jaromir im Frühjahr 1034 gefangen nehmen und blenden ließ. Nach Oldřichs Tod im November des gleichen Jahres verzichtete er auf die Thronfolge und setzte sich für seinen Neffen Břetislav I. ein, wenig später wurde er von Anhängern der Wrschowetze ermordet.